# Окаханджа
Окаханджа — головне місто однойменного округу, розташованого в південній частині регіону Очосондьюпа в Центральній Намібії. Через місто проходить залізнична лінія, а також дві автостради — B1 і B2. За даними перепису 2012 року населення міста становить 27 335 осіб.
Через місто протікають дві річки — Окаканго і Окаміта.

## Історія
У XVIII столітті нинішнє місто було поселенням мігрантів племені гереро з Бечуаналенду (сьогодні Ботсвана) з їх вождем. Потім більшість з них переїхали в Віндгук, сусідній Гросс-Бармен і Очімбінгве. Пізніше невелика частина племені повернулася в Окаханджа. З'явився верховний вождь і «Хранитель вогню предків» (нім. Hüter des Ahnenfeuers). Тут народилися вожді племені, що увійшли в історію колоніальної Німецької Південно-Західної Африки — Магареро (1820) і Самуель Магареро (1856).
У Окаханджа не раз проходили криваві події. 23 серпня 1850 року Йонкер Африканер зі своїм племенем напав на поселення, після чого влада перейшла до нього. Ця подія було відображена як «різанина в Окаханджа» (нім. Blutbad von Okahandja).